# Міст Алена Фехтерле — Еріха Дільгера
47°54′29″ пн. ш. 7°34′55″ сх. д. / 47.90811111° пн. ш. 7.58194444° сх. д.
Міст Алена Фехтерле — Еріха Дільгера (нім. Alain-Foechterle-Erich-Dilger-Brücke) — автомобільний міст  через Верхній Рейн між Гартгайм-на-Рейні в Бадені (Німеччина) та Фессенаймом в Ельзасі (Франція).
Конструкція вартістю близько 4,4 млн євро має дві смуги. 
Одна — для пішоходів і велосипедистів, друга – для транспортних засобів загальною вагою до 3,5 тонн. 
Щодня мостом проїжджає близько 500 автомобілів. 

Балковий міст довжиною 210 м і шириною 6,85 м є сталевою композитною конструкцією з п’ятьма прольотами: 30-50-50-50-30 м. 

20 травня 2006 року — відкриття мосту. 
Міст названо на честь Еріха Дільгера — мера Гартгайму (1982 — 2001) і мера Фессенайма — Алена Фохтерле (1989–2008).